# История радиоастрономии
История радиоастрономии началась в 1930-х годах.

## Предпосылки
1868 год — предсказано существование радиоволн в полном смысле этого слова, включая одновременно электрическое и магнитное возмущение — Максвеллом, путём теоретических расчётов, опубликованных в статье «О методе прямого сравнения электростатической силы с электромагнитной с замечанием по поводу электромагнитной теории света». Более фундаментальная работа о теории электромагнитного поля была опубликована в капитальном двухтомном труде Максвелла 1873 года — «Трактат об электричестве и магнетизме» .
1888 год — открыто существование радиоволн и экспериментально подтверждена теория Максвелла — Герцем, в ходе опытов по распространению электрической силы, изложенных в работе «О лучах электрической силы».
1894—1896 год — радиоволны впервые использованы для осуществления радиосвязи — Лоджем, Поповым и Маркони, с помощью изобретённых ими радиоприёмников.
Ещё в конце XIX века учёные предполагали, что радиоволны, отличающиеся от видимого света только частотой, также должны излучаться небесными телами, в частности Солнцем. В 1890 году Эдисон в США и в 1894 году Лодж в Англии независимо друг от друга предложили поставить опыты по обнаружению радиоизлучения Солнца. Но, тогда эти опыты не могли удаться, ввиду отсутствия чувствительных приёмников.

## Рождение радиоастрономии (1931—1935)

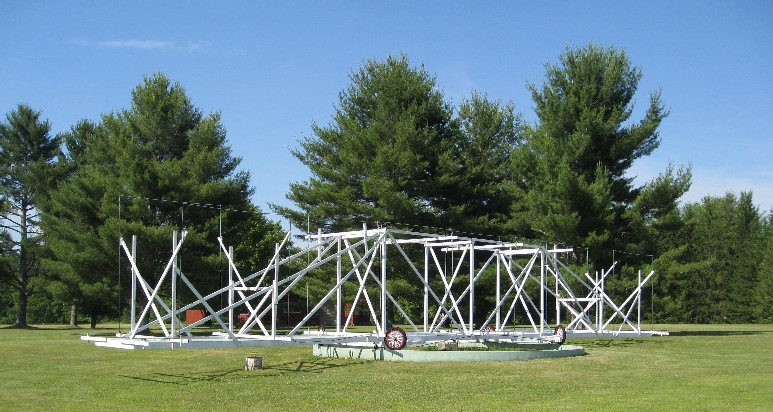
Точная копия радиотелескопа Карла Янского в натуральную величину. Национальная радиоастрономическая обсерватория (NRAO), Грин Бэнк, Западная Виргиния, США.

1931 год — Карл Янский проводит эксперименты, которые считаются началом радиоастрономии. В то время Янский работал радиоинженером на полигоне фирмы «Bell Telephone Labs». Ему было поручено исследование направления прихода грозовых помех. Для этого Карл Янский построил вертикально поляризованную однонаправленную антенну типа полотна Брюса. Конструкция имела размеры 30,5 м в длину и 3,7 м в высоту. Основание антенны крепилось на четырёх колёсах, что обеспечивало вращение по азимуту. Синхронный электропривод за 20 минут поворачивал всю конструкцию на один оборот. Работа велась на длине волны 14,6 м (частота — 20,5 МГц). Антенна была соединена с чувствительным приёмником, на выходе которого стояло регистрирующее устройство с большой постоянной времени.
В декабре 1932 года Янский уже представляет первые результаты, полученные на своей установке. Сообщалось об обнаружении «…постоянного шипения неизвестного происхождения». Янский утверждал, что эти помехи вызывают «шипение в наушниках, которое трудно отличить от шипения, вызываемого шумами самой аппаратуры. Направление прихода шипящих помех меняется постепенно в течение дня, делая полный оборот за 24 часа». Основываясь на 24-часовом эффекте Янский предположил, что новый источник помех в какой-то мере может быть связан с Солнцем.
В двух своих следующих работах, в октябре 1933 года и октябре 1935 года, Карл Янский постепенно приходит к заключению, что источником его новых помех является центральная область нашей галактики. Причём наибольший отклик получается, когда антенна направлена на центр Млечного Пути.
Янский сознавал, что прогресс в радиоастрономии потребует антенн больших размеров с более острыми диаграммами, которые должны быть легко ориентируемы в различных направлениях. Он сам предложил конструкцию параболической антенны с зеркалом 30,5 м в диаметре для работы на метровых волнах. Однако его предложение не получило поддержки в США, и радиоастрономия зачахла.

## Второе рождение (1937—1944)

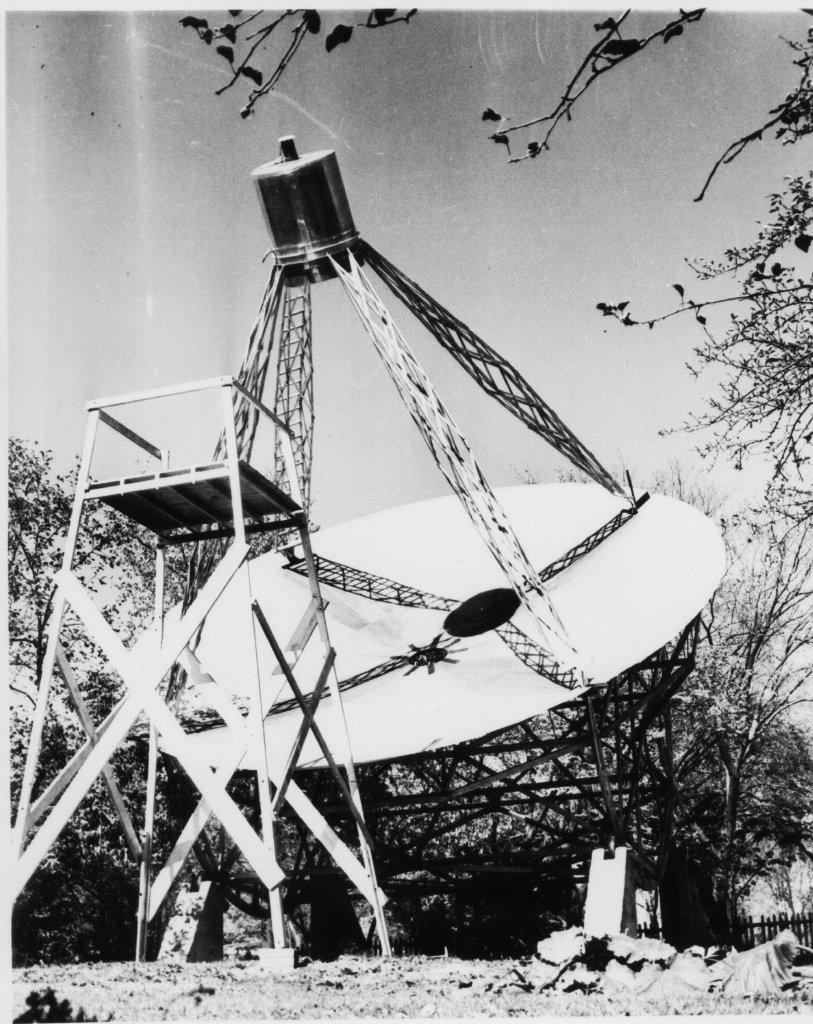
Меридианный радиотелескоп Гроута Ребера

В 1937 году Гроутом Ребером, радиолюбителем из Уиттона (штат Иллинойс, США) был построен первый радиотелескоп с параболическим зеркалом. Радиотелескоп располагался на заднем дворе дома родителей Гроута, и имел диаметр антенны около 9 метров. 

С помощью инструмента Гроут построил карту неба в радиодиапазоне, на которой отчётливо видны центральные области Млечного Пути и яркие радиоисточники Лебедь A (Cyg A) и Кассиопея A (Cas A), они были опубликованы им в 1944 году.

## Становление (1944—…)
После Второй мировой войны были сделаны существенные технологические улучшения учёными в Европе, Австралии и США, что способствовало бурному развитию современной радиоастрономии.
В 2007 году начал работу современный комплекс Allen Telescope Array (ATA), расположенный в Обсерватории Хэт-Крик в 470 км к северо-востоку от Сан-Франциско.